# ارنست ون دن برگ
ارنست ون دن برگ (هلندی: Ernst van den Berg; ۳ دسامبر ۱۹۱۵ – ۱۹ اوت ۱۹۸۹) بازیکن هاکی روی چمن اهل هلند بود.